# Omotni papir
Omotni papir, karton i ljepenka proizvode se uglavnom od starog papira (u prosjeku stari papir čini oko 80% sirovine), ali i od poluceluloze, sulfitne i sulfatne celuloze. Od omotnih se papira traži velika čvrstoća na kidanje, otpornost prema savijanju, dobra rastezljivost i neprobojnost. Kao materijal za pakiranje (ambalažu), papir se upotrebljava više od bilo kojeg drugog konkurentnog materijala.
U omotni ili ambalažne papire ubrajaju se: 
- prosti papir za zamatanje ili šrenc papir, slabih mehaničkih svojstava i lošeg izgleda, upotrebljava se za pakiranje, a najviše kao unutarnji ravni sloj u valovitom kartonu;
- papir za valovitu ljepenku ili fluting papir, izrazite krutosti, služi za izradbu valovitoga sloja u valovitom kartonu (kartonska ambalaža);
- kraft papir, od dugih četinjačkih vlakana sulfatne celuloze, najboljih je mehaničkih svojstava, služi za izradbu papirnih vreća i kao ravni sloj valovitoga kartona;
- natronski papir, po kvaliteti sličan kraft papiru, ali manjih gramatura, koristi se za izradu konzumnih vrećica i ljepljivih papirnih vrpca.[2]

## Podjela

### Natronski papir
Natronski papir ili kraft papir se proizvodi od nebijeljene ili bijeljene sulfatne celuloze s veoma velikom čvrstoćom na istezanje. Svojstven je po smeđoj boji. Natronski papir za izradu vreća keljen je i vodootporan, strojnogladak ili jednostrano gladak, gramature oko 80 g/m2. Natronski papir manje gramature (od 20 do 30 g/m2) služi kao kabelski, toaletni ili kao omotni papir za posebne svrhe, a najtanji (od 6 do 12 g/m2) kao kondenzatorski papir.

### Papir za valovitu ljepenku
Papir za valovitu ljepenku ili fluting papir je sirovi papir koji se upotrebljava za izradu valovitog sloja u proizvodnji valovite ljepenke. Izrađuje se od poluceluloze, kemijske drvenjače, starog papira, drvne celuloze, slame i njihovih mješavina u gramaturi od 112 do 150 g/m2. Njegova se kvaliteta ocjenjuje otpornošću valovitog sloja prema tlačenju.

### Prosti papir za zamatanje
Prosti papir za zamatanje ili šrenc papir (njem. Schrenzpapier) je nekvalitetan papir izrađen od nesortiranog starog papira, gramature veće od 80 g/m2. Upotrebljava se kao omotni papir, za izradu ambalažnih vrećica, a u većim gramaturama služi kao ravni sloj u proizvodnji valovitog kartona.

### Papir za vreće
Papir za vreće je punokeljen i vodootporan papir, gramature od 70 do 90 g/m2, otporan na savijanje i probijanje. Upotrebljava se za proizvodnju velikih višeslojnih vreća sadržine i do 50 kilograma.

### Smeđi omotni papir
Smeđi omotni papir je grubi smeđi papir izrađen od smeđe drvenjače, većinom jednostrano gladak ili obostrano satiniran, gramature od 40 do 150 g/m2. Za pakovanje osjetljive staklene i porculanske robe upotrebljava se jednostrano gladak omotni svileni papir manje gramature (od 20 do 22 g/m2).

### Crni papir
Crni papir je strojnogladak ili satinirani papir, potpuno neproziran za svjetlo. Služi kao zaštitni materijal za umotavanje fotografskih filmova, ploča i papira. Crni papir kao pakiranje za šivaće igle oštro je satiniran i slabije obojen.

### Fascikleni karton
Fascikleni karton je bezdrvni ili srednje fini, punokeljeni karton, gramature od 250 do 350 g/m2. Izrađuje se kao strojnogladak ili satinirani jednostrano gladak, vrlo je krut i veoma čvrst na cijepanje i pregibanje. Služi za odlaganje spisa i u druge slične svrhe.

### Prešani papir
Prešani papir ili prešpan (njem. Preßspan) je karton ili ljepenka velike čvrstoće i gustoće, jednolike debljine i vrlo glatke površine. Upotrebljava se za izradu omota za bilježnice, za fascikle i pregradne kartone, a u elektroindustriji kao materijal za izolaciju.

### Havana papir
Havana papir je pergaminu sličan celulozni omotni papir sa staklastom prozirnošću i s gramaturom od 40 do 50 g/m2.

### Koričar
Koričar je papir ili karton s velikom otpornošću na savijanje. Izrađuje se u gramaturi od 150 do 300 g/m2 kao bezdrvni ili srednjefin, bijel ili obojen, punokeljen, profiliran, satiniran, strojno ili jednostrano gladak. Služi za izradu korica tankih brošura, zaštitnih omota knjiga i tako dalje. 